# Dariusz Miliński
Dariusz Miliński (ur. 10 lipca 1957 w Cieplicach Śląskich-Zdroju) – polski malarz, scenograf i twórca plakatów. Jego obrazy to głównie portrety ludzi, utrzymane w stylistyce quasi-realistycznej, po części bajkowe, osadzone w wiejskim krajobrazie. Ten specyficzny tworzony przez artystę klimat bywa porównywany do prac Boscha czy Breugla.
Artysta ma na koncie ponad dwieście sześćdziesiąt wystaw indywidualnych, w tym w prestiżowych galeriach, jak na przykład chicagowska „1756” w dzielnicy Lincoln Park.
Przez szerszą publiczność kojarzony jest najczęściej z plakatami do filmów. Jest autorem plakatów do filmów Edi i Mój Nikifor.
Bohater filmu Wpinanie księżyca zrealizowanego w reżyserii Andrzeja B. Czuldy w 2001 roku, produkcja Wytwórnia Filmów Oświatowych dla Telewizji Polonia.
Mieszka we wsi Pławna Dolna, gdzie posiada pracownię, galerię ,Zamek Śląskich Legend i Muzeum przesiedleńców.
Zbudował własną kopię Arki Noego, która znajduje się w Pławnej Dolnej.